# Hồ miệng núi lửa

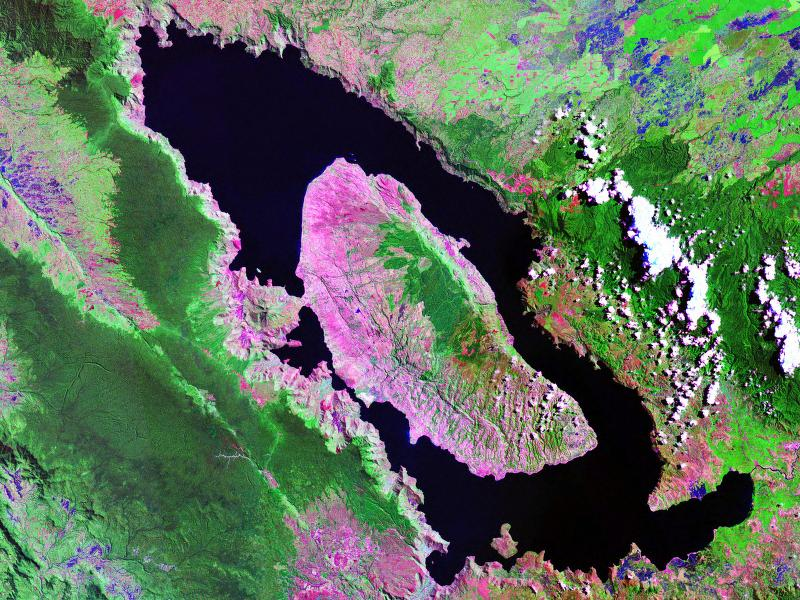
Ảnh vệ tinh của Hồ Toba, Indonesia, một trong các hồ miệng núi lửa lớn trên thế giới.

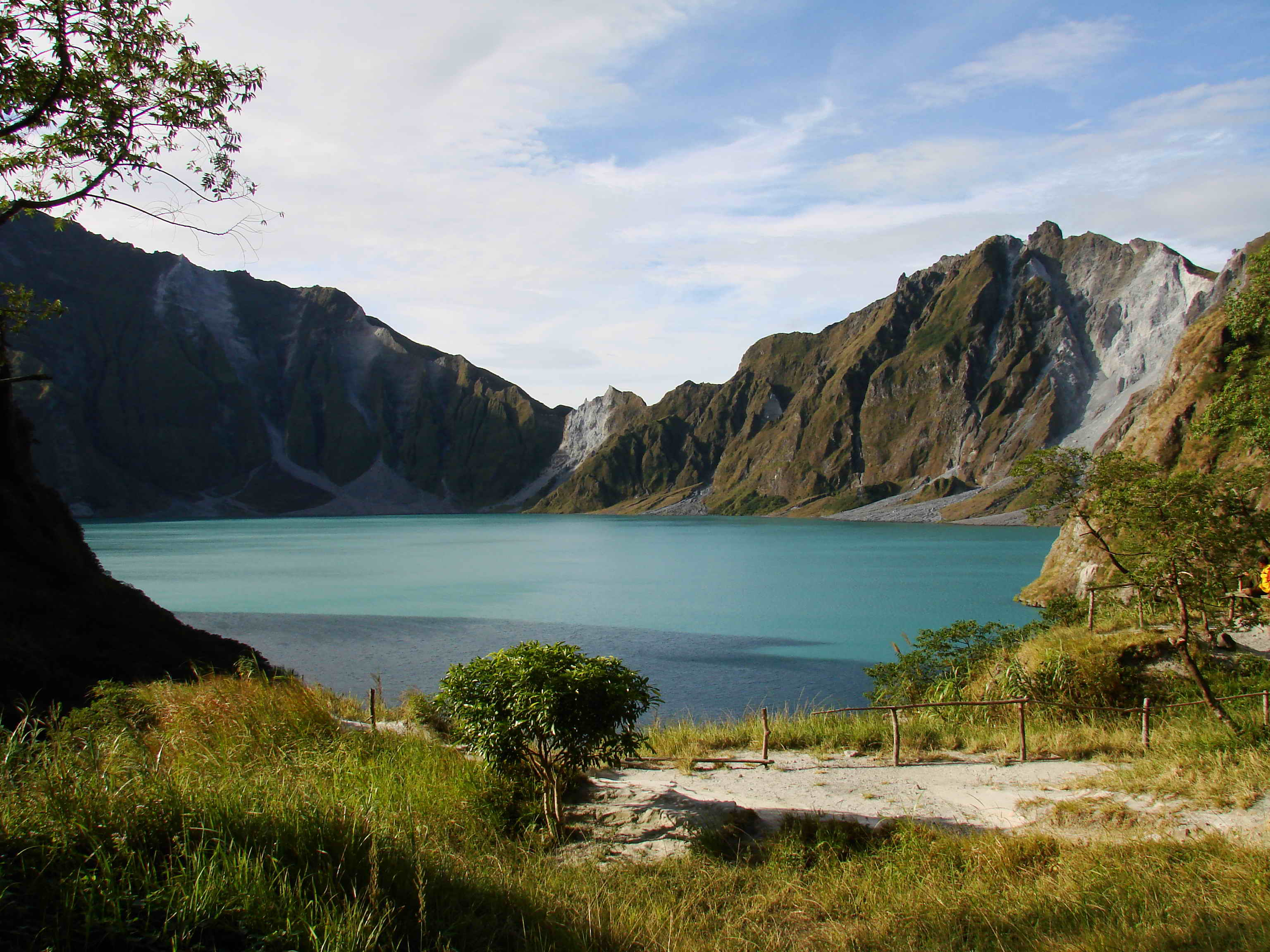
Hồ Pinatubo, Philippines, hình thành sau vụ phun trào năm 1991 của núi Pinatubo.

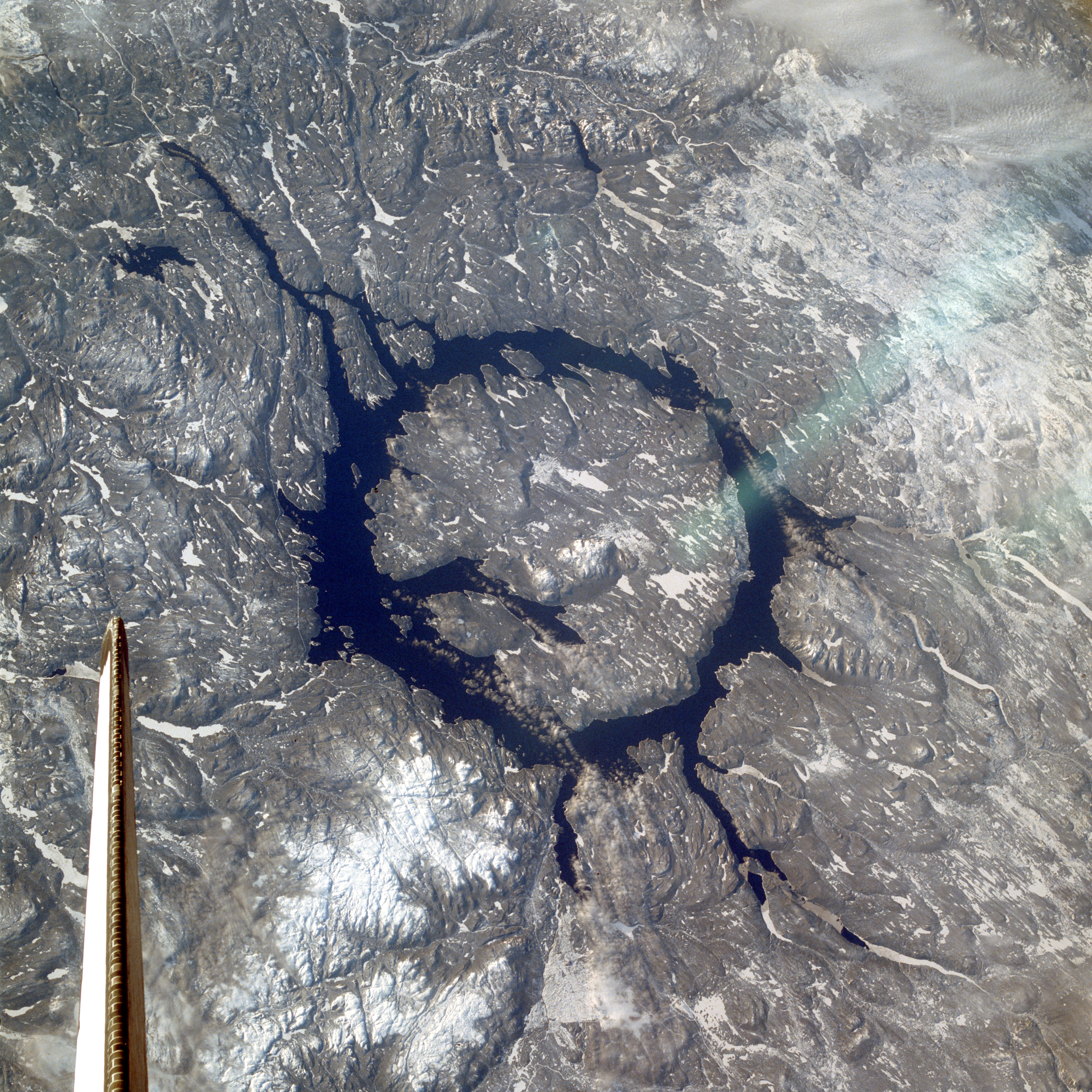
Hình ảnh từ tàu vũ trụ con thoi của Hồ chứa Manicouagan / Manicouagan, Canada là một trong các hồ miệng núi lửa đang hoạt động lớn trên thế giới.

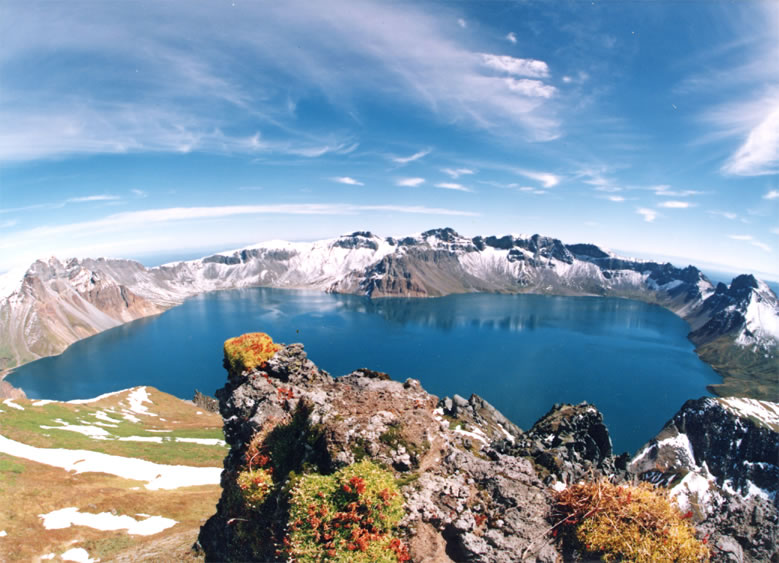
Hồ Thiên Đường, Cộng hòa Dân chủ Nhân dân Triều Tiên / Trung Quốc.

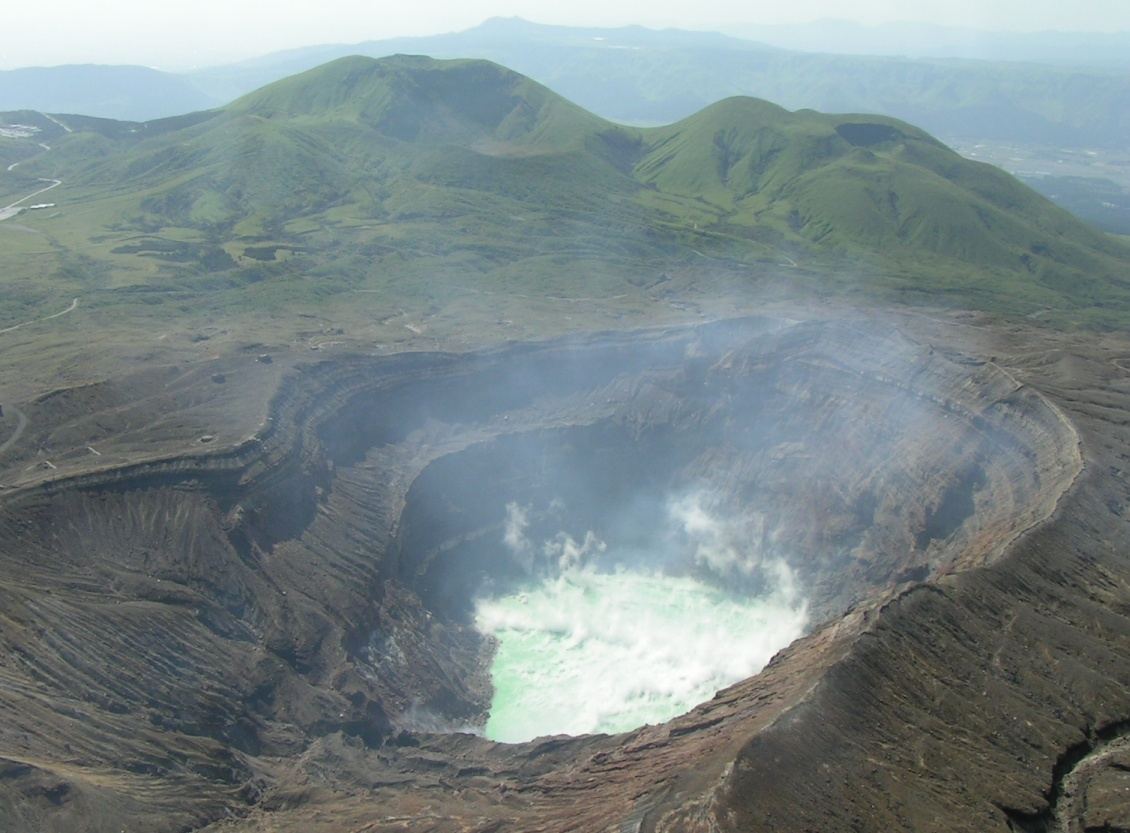
Hồ miệng núi lửa Núi Aso, Nhật Bản.

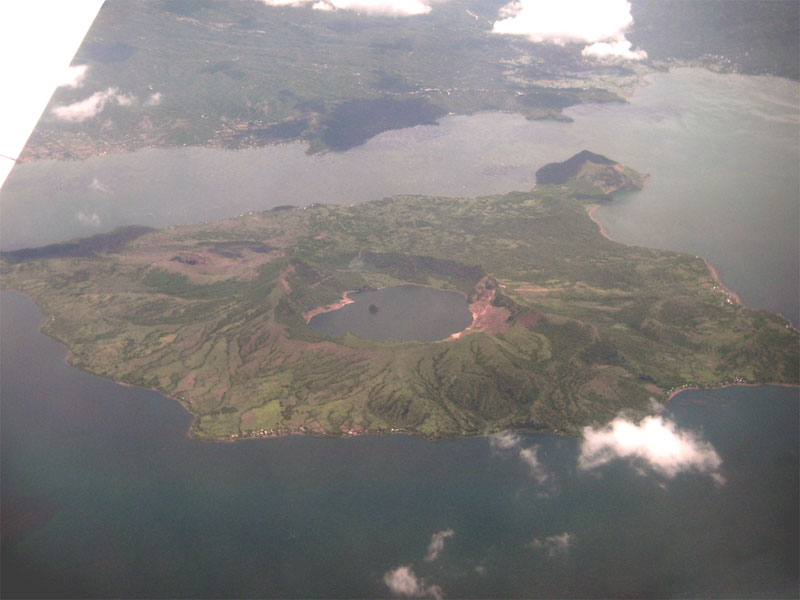
Núi lửa Taal, Philippines.

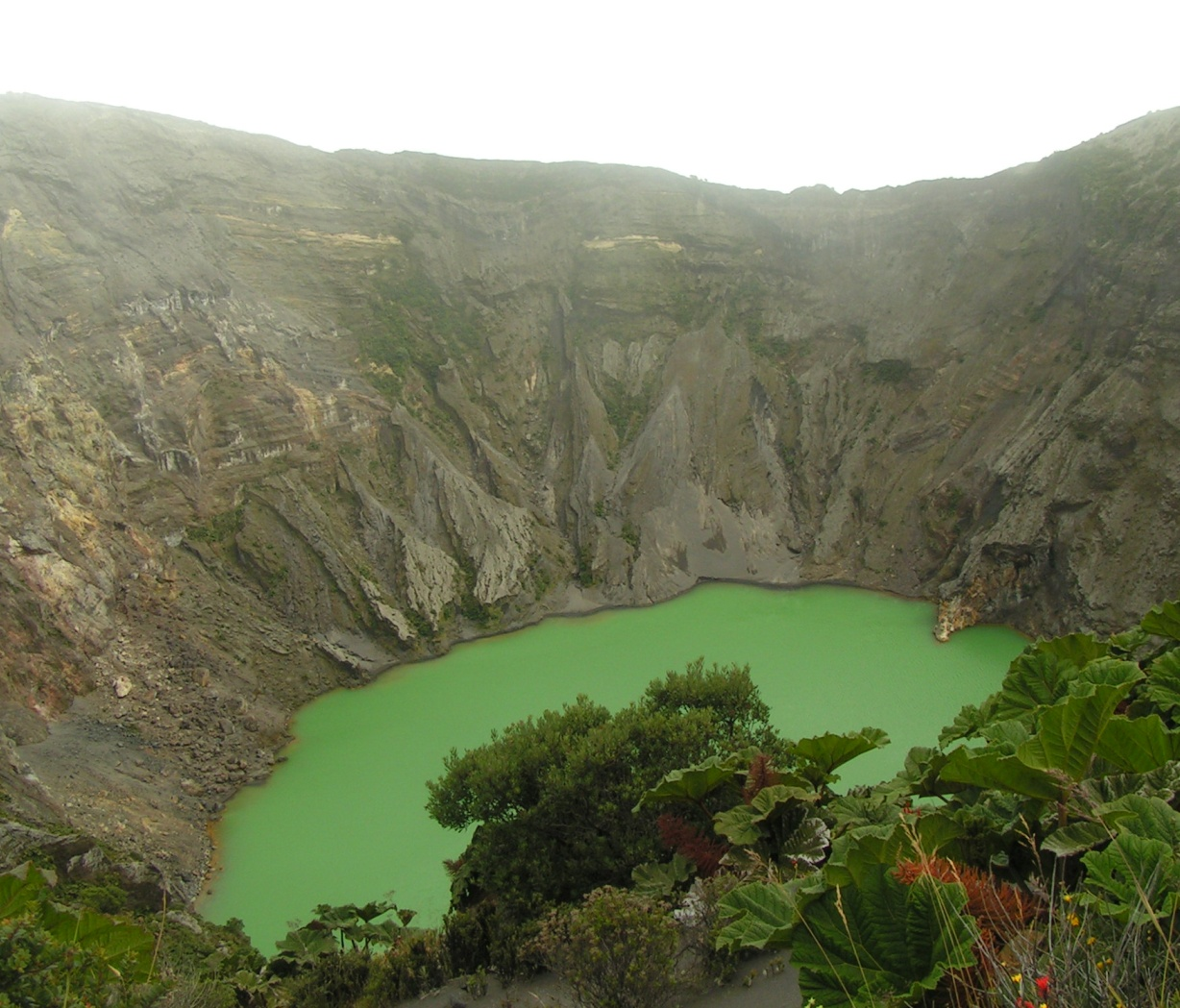
Hồ miệng núi lửa Irazú, Costa Rica.

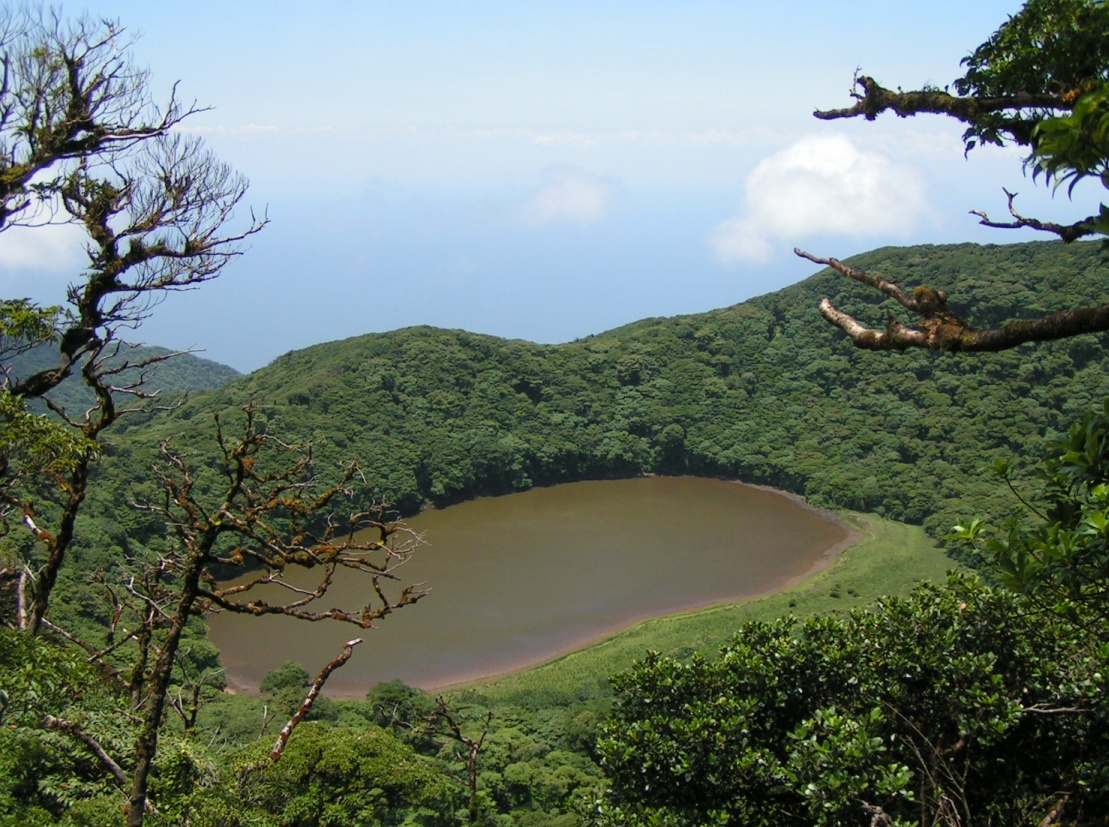
Hồ miệng núi lửa Maderas (Đảo Ometepe), Nicaragua.

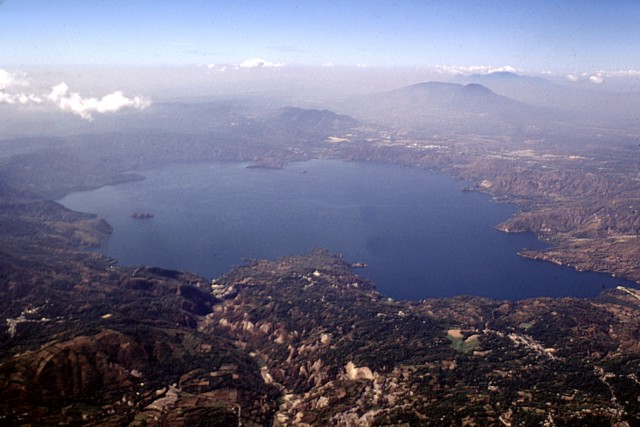
Hồ Ilopango, Hồ miệng núi lửa ở El Salvador.

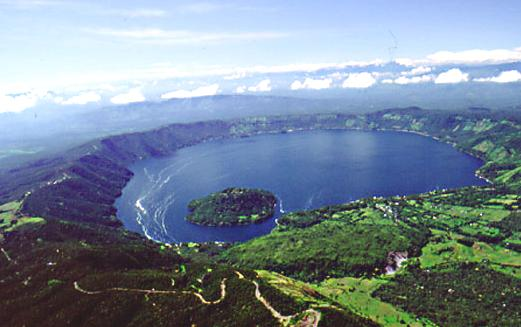
Miệng núi lửa Coatepeque, Hồ miệng núi lửa ở El Salvador.

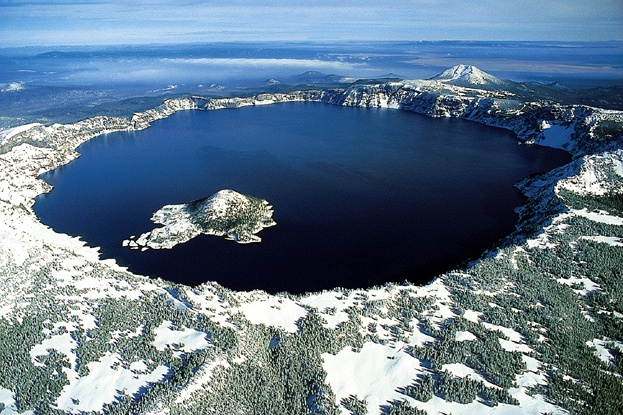
Hồ miệng núi lửa ở tiểu bang Oregon, Hoa Kỳ.

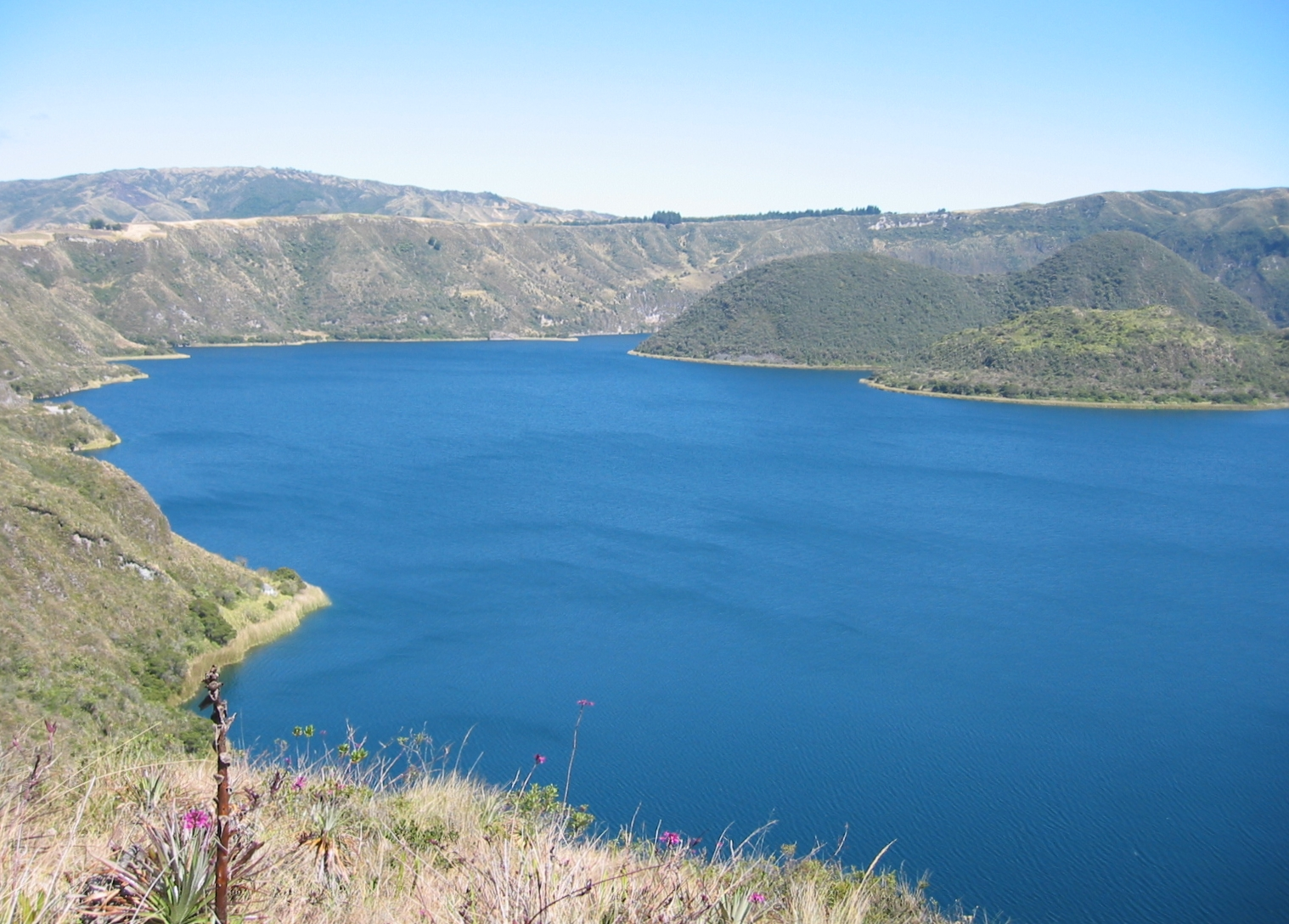
Cuicocha, Ecuador.

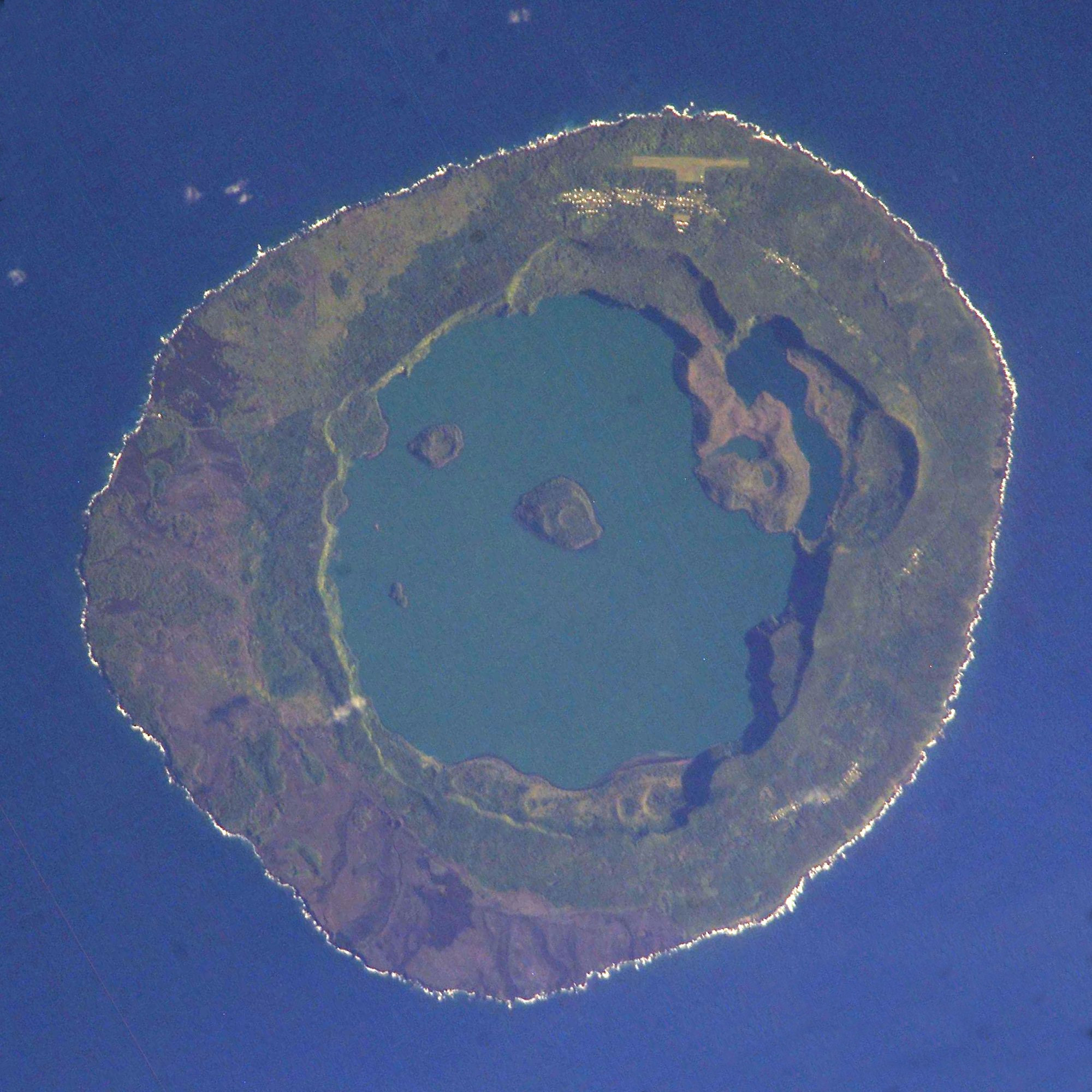
Hồ miệng núi lửa Niuafo'ou, Tonga.

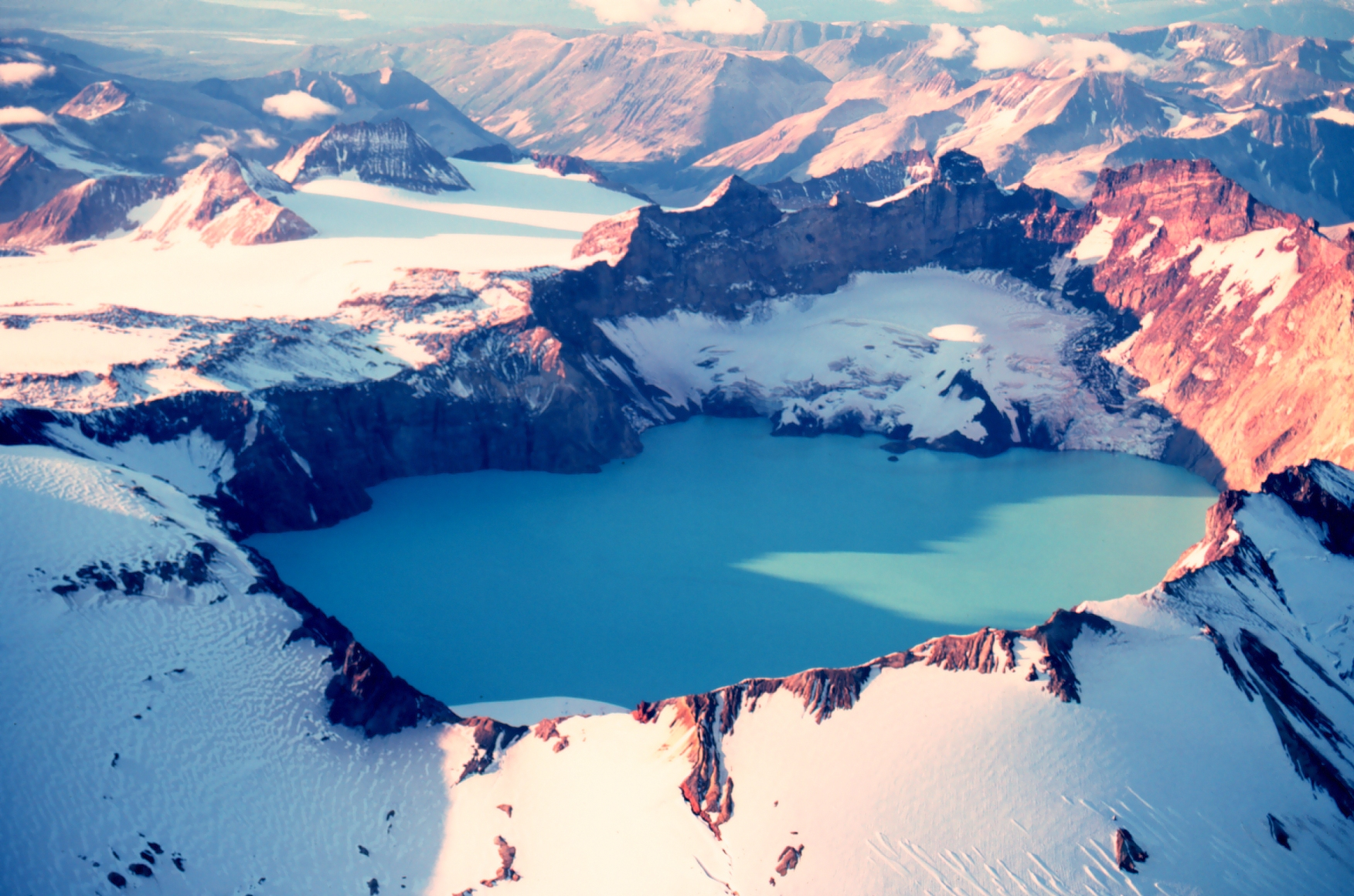
Hồ miệng núi lửa Katmai, Alaska, Hoa Kỳ.

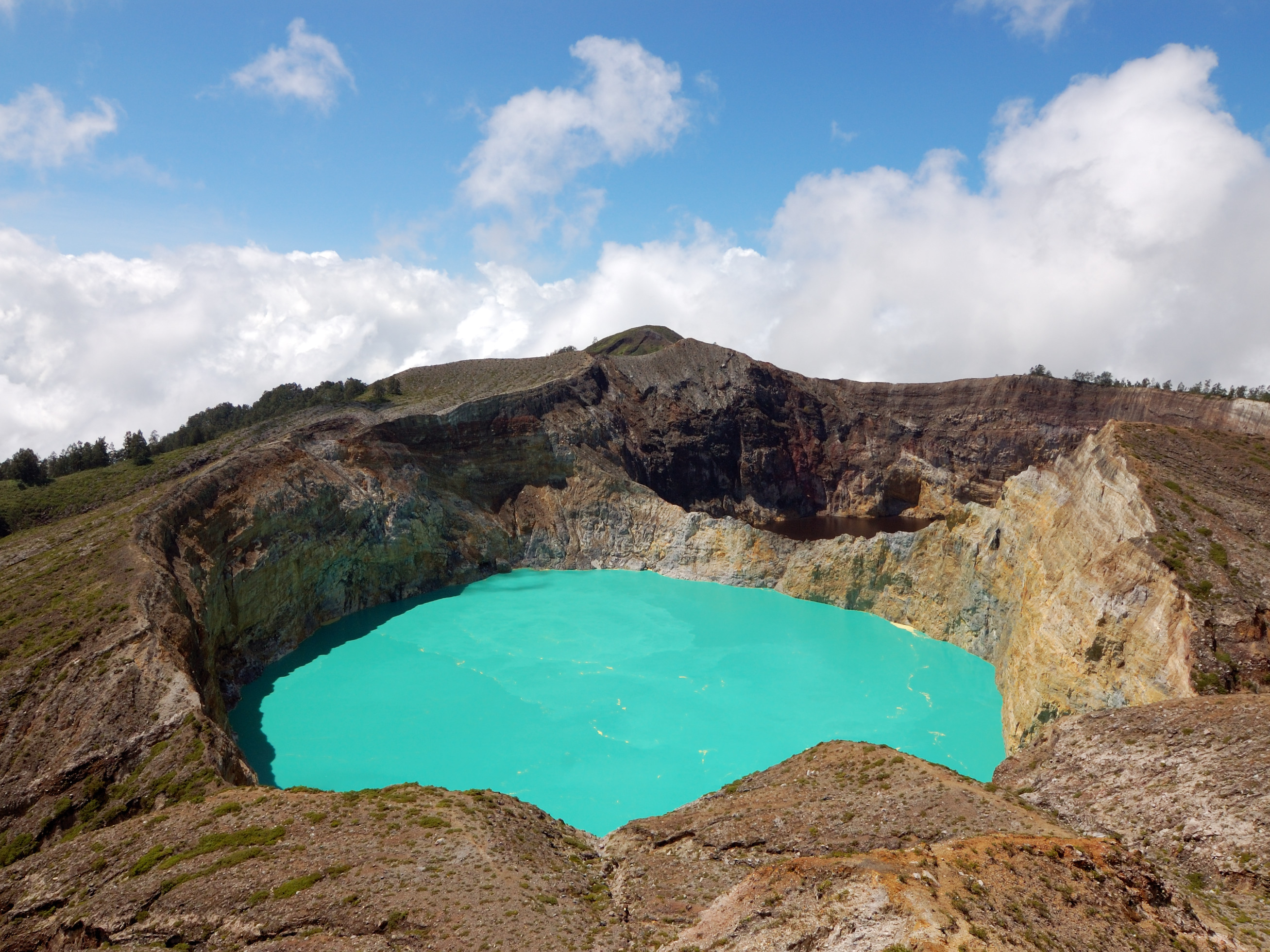
Hồ miệng núi lửa Kelimutu, Indonesia.

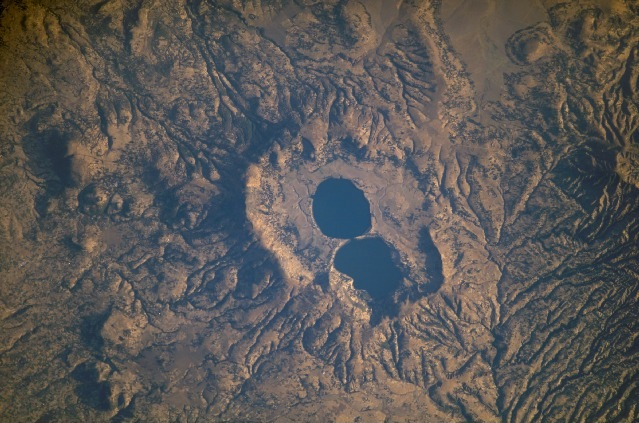
Hai hồ miệng núi lửa Núi Dendi, Ethiopia (nhìn thấy từ ISS).

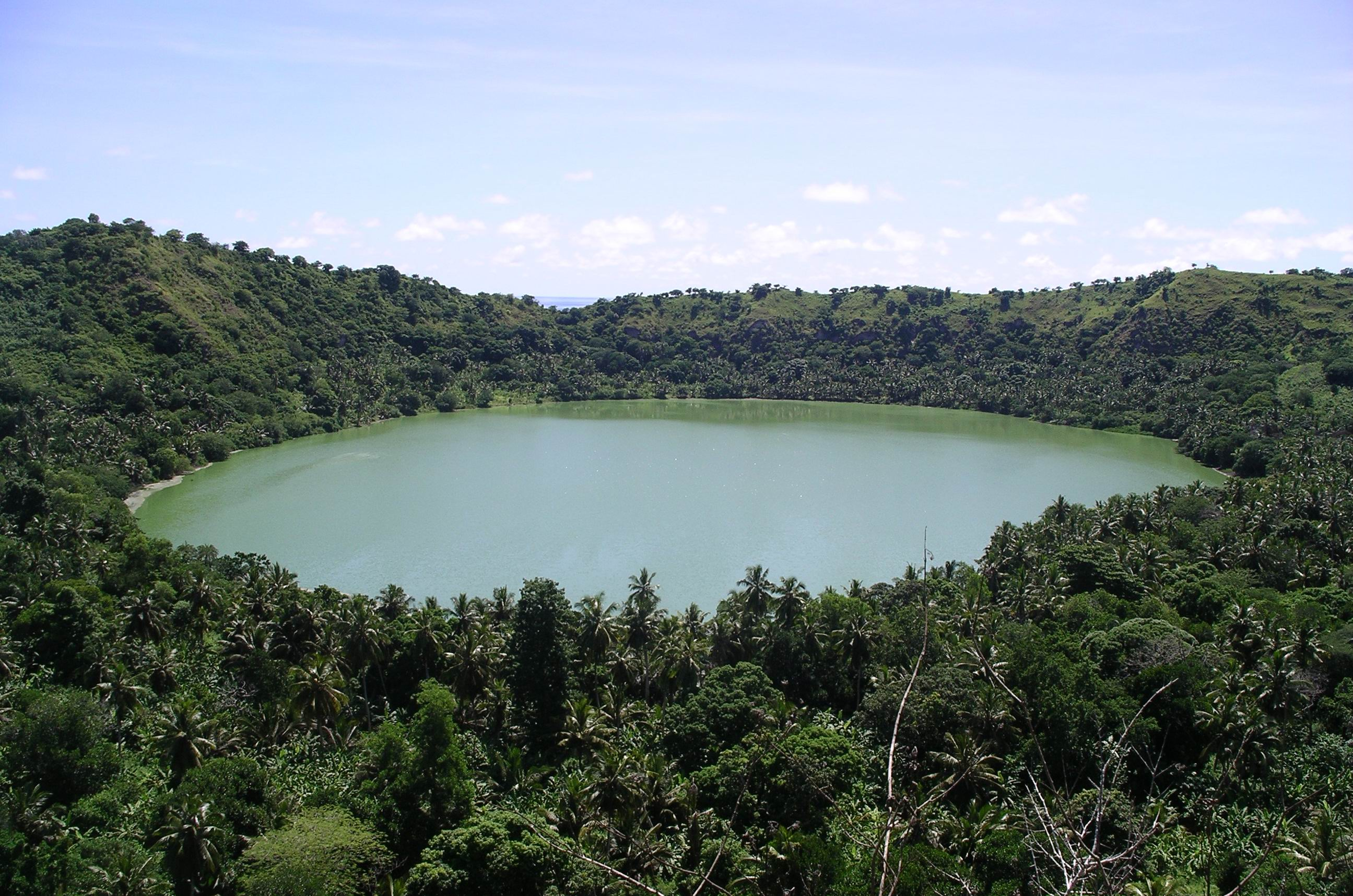
Dziani Dzaha, Mayotte.

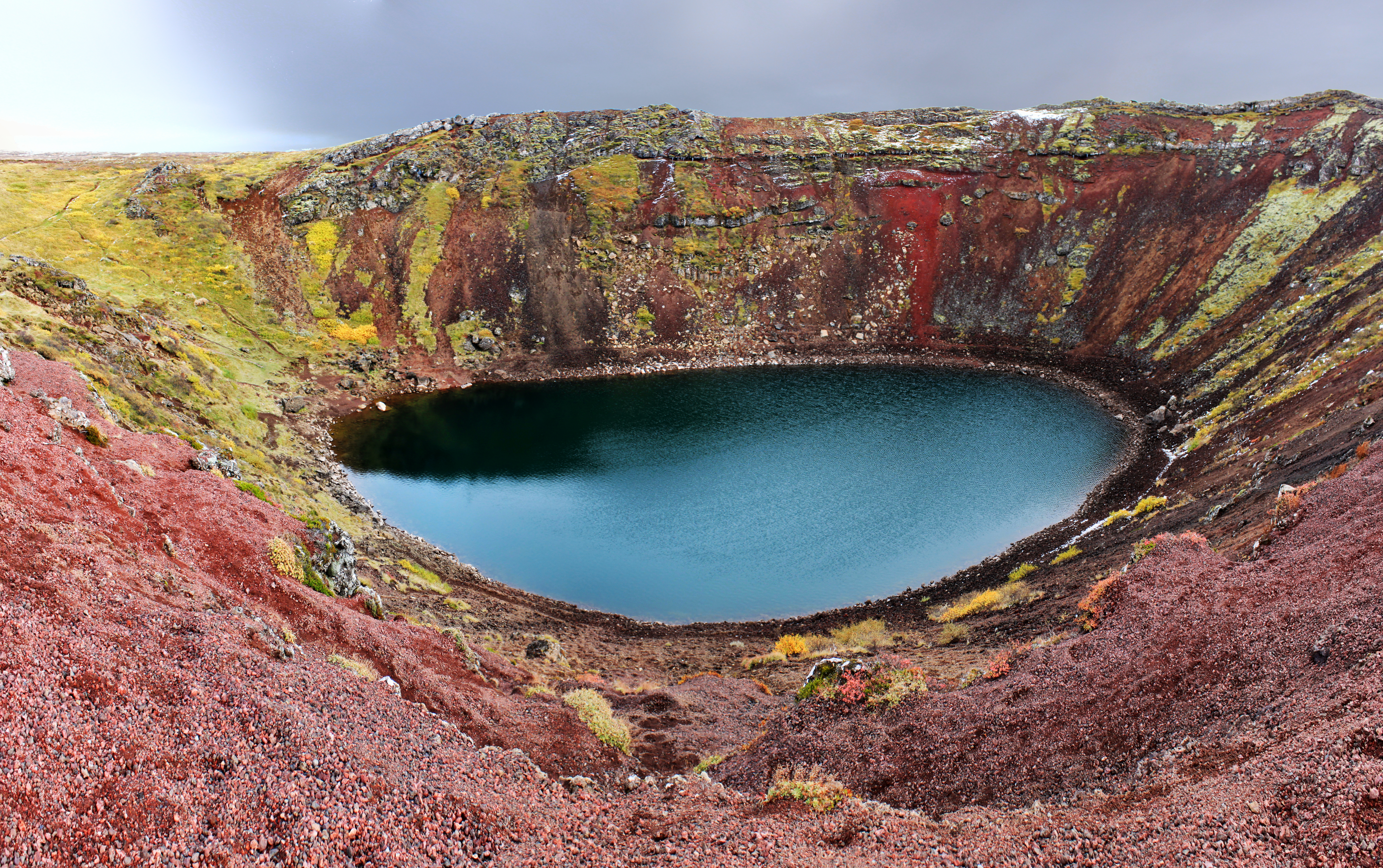
Hồ miệng núi lửa Kerið, Iceland.

Một hồ miệng núi lửa là một hồ nước hình thành trong một miệng núi lửa hoặc phần hõm chảo núi lửa; ít phổ biến hơn là các hồ nước hình thành do va chạm bởi một thiên thạch, hoặc trong một vụ nổ nhân tạo do con người gây ra. Đôi khi hồ mà hình thành bên hõm chảo được gọi là hồ miệng núi lửa, nhưng sự khác biệt này không phải là lớn. Miệng núi lửa đang hoạt động có hồ miệng núi lửa (fumarolic) được gọi là hồ núi lửa, và nước trong hồ này thường có tính axit, bão hòa với khí phát ra từ núi lửa, và nước thường có màu xanh nổi bật. Hồ trong ngọn núi lửa không hoạt động hoặc đã tắt có xu hướng là các hồ nước ngọt, và rõ ràng là nước trong các hồ như vậy có thể có màu sắc đặc biệt do thiếu sinh vật, nước và trầm tích.

## Nhận dạng

### Hồ miệng núi lửa
Hồ miệng núi lửa là một dạng như đặc biệt tạo ra trong vành miệng núi lửa, được lấp đầy bởi nước. Các nguồn nước có thể từ những cơn mưa, lưu thông nước ngầm (nước thủy nhiệt, thường trong trường hợp của miệng núi lửa đang hoạt động) hoặc do băng tan chảy từ các đỉnh núi. Mức độ của nó tăng lên cho đến khi trạng thái cân bằng đạt được giữa tốc độ vào và ra của nước. Sự mất hay thoát nước có thể là đơn lẻ hoặc cùng lúc nhiều hướng bao gồm bốc hơi, thấm xuống dưới bề mặt, rò rỉ bề mặt hoặc tràn ra khi mức độ hồ đạt đến điểm cao nhất trên vành của hồ. Tại một vị trí nào đó, phần trên của hồ chứa là đất đá tự nhiên của núi lửa, tiếp tục rò rỉ làm xói mòn, do đó làm giảm độ cao của hồ cho đến khi tạo thành một cân bằng mới của dòng chảy. Nếu phần núi lửa không bị xói mòn nhanh có thể xuất hiện tạo cho hồ nước một biến đổi mới hoặc lũ lụt. Với những thay đổi trong điều kiện môi trường theo thời gian, sự xuất hiện của lũ lụt như vậy là phổ biến cho tất cả các đập tự nhiên này.
Một hồ miệng núi lửa nổi tiếng, mang tên giống như tính năng địa chất của nó là Hồ miệng núi lửa (Crater Lake) ở Oregon, Hoa Kỳ. Nó nằm trong miệng núi lửa của núi Mazama. Đây là hồ sâu nhất ở Mỹ với độ sâu 594 m (1.949 ft). Hồ chỉ có nguồn cung ứng nước từ mưa và tuyết, không có dòng chảy ngầm hay trên bề mặt nào, và do đó đây là một trong những hồ miệng núi lửa rõ ràng nhất trên thế giới.
Núi lửa cao nhất thế giới, với độ cao 6.893 m (22.615 ft) là ngọn núi lửa Ojos del Salado ở Chile. Ngọn núi là có một hồ miệng núi lửa liên tục có đường kính khoảng 100 mét (300 ft) ở độ cao 6.390 m (20.960 ft) trên phía đông của ngọn núi này. Điều này rất có thể đây là hồ nước cao nhất của bất kỳ hồ nước nào trên thế giới.
Các hồ nước có thể tồn tại liên tục hoặc theo mùa. Ví dụ, Hồ Toba ở Indonesia được hình thành sau vụ phun trào của nó khoảng 70.000 năm trước đây và có diện tích hơn 1.000 km vuông là hồ nước tồn tại lâu dài và cung cấp nguồn nước cho sinh hoạt của người dân.
Trong khi đó, có nhiều hồ miệng núi lửa đẹp như tranh vẽ nhưng lại cực kỳ nguy hiểm và thể gây chết người. Khí thải ra từ hồ Nyos ở Cameroon đã gây ra cái chết cho 1.800 người vào năm 1986, và hồ miệng núi lửa ở núi Ruapehu của New Zealand thường xuyên gây ra các trận lụt lội và xói mòn.
Một số hồ nước, mặc dù sự hình thành của chúng có liên quan trực tiếp đến hoạt động núi lửa, nhưng lại không được gọi là hồ miệng núi lửa, bao gồm:
- Hồ được tạo ra bởi dung nham núi lửa chảy bên ngoài, cách xa miệng núi lửa (như Hồ Garibaldi ở Canada, Các hồ Fuji Five ở Nhật Bản)
- Đầm phá đảo san hô vòng khép kín (như đầm phá Clipperton)
- Các hồ ở dưới cùng của thác nước chảy ra trong những hẻm núi lửa (như Trou de Fer trên đảo Réunion).

### Hồ miệng núi lửa đặc biệt
Hồ cũng có thể được hình thành do va chạm thiên thạch, nhưng đây không thường được gọi là hồ miệng núi lửa, ngoại trừ trong một vài trường hợp cá biệt. Ví dụ về các hồ miệng núi lửa được hình thành do tác động như vậy bao gồm Manicouagan ở Canada, Hồ Bosumtwi ở Ghana và Siljan ở Thụy Điển.
Cũng có cả các hồ miệng núi lửa tạo ra bởi vụ nổ nhân tạo, chẳng hạn như hồ phóng xạ Hồ Chagan ở Kazakhstan.

### Đặc điểm khác gây nhầm lẫn với hồ miệng núi lửa
Một số tính năng địa chất khi chứa đầy nước đôi khi có thể bị nhầm lẫn với hồ miệng núi lửa như:
- Địa hình Pingos (Các hồ được hình thành tại các đụn đồi ở vùng môi trường băng tuyết Bắc Cực và cận Bắc Cực) [3]
- Hố sụt (hố vôi, còn gọi là cenotes), chẳng hạn như Hồ Otjikoto ở Namibia.

Một số mỏ lộ thiên tròn chẳng hạn như Big Hole ở Kimberley, Nam Phi, đây là một mỏ kim cương tích tụ nước trong một khu vực hố nhân tạo.

## Danh sách các hồ miệng núi lửa
| Hồ | Vị trí                                                     |
| châu Phi | châu Phi                                                   |
| --- | ---------------------------------------------------------- |
| Waw an Namus (ba hồ muối nhỏ trong miệng núi lửa) | Libya                                                      |
| Miệng núi lửa Deriba | Sudan                                                      |
| Các hồ lưu vực sông Meme (Hồ Barombi Koto, Hồ Barombi Mbo, Hồ Mboandong và Hồ Dissoni/Soden) | Cameroon                                                   |
| Hồ Nachtiga (giữa Núi Cameroon và bờ biển Đại Tây Dương) | Cameroon                                                   |
| Dãy núi Bakossi: Hồ Bermin và Hồ núi Manengouba (Hồ Nam và Hồ Nữ giới) | Cameroon                                                   |
| Adamawa (Tison, Mbalang) | Cameroon                                                   |
| Hồ Vành đai núi lửa Oku, bao gồm cả Hồ Nyos, Hồ Oku, Hồ Monoun, Hồ núi lửa Mbapit, Hồ Awing và các hồ Bambili                                                                                           | Cameroon                                                   |
| Dallol (Các hồ có tính axit khác nhau) | Ethiopia                                                   |
| Hồ Zengena | Ethiopia                                                   |
| Hồ Enyo (hoặc Haro Dandii, một hồ nước đầy tại một miệng núi lửa ở Núi Dendi) và Hồ Wenchi (Dãy núi Badda Rogghie)                                                                                      | Ethiopia                                                   |
| Debre Zeyit các hồ núi lửa (Bishoftu, Hora, Bishoftu Guda, Koriftu và riêng hồ Cheleklaka là hồ theo mùa)                                                                                               | Ethiopia                                                   |
| Hồ Dembel, Mount Zuqualla | Ethiopia                                                   |
| Hồ Ara Shetan (Vành đai núi lửa Butajiri-Silti) | Ethiopia                                                   |
| O'a Caldera, cùng với Hồ Shala và hồ núi lửa Chitu nhỏ hơn | Ethiopia                                                   |
| Vành đai núi lửa Bilate River (bao gồm vài núi miệng núi lửa chứa nhiều nước) | Ethiopia                                                   |
| El Sod (hồ muối nhỏ), Thung lũng thấp Omo | Ethiopia                                                   |
| Núi Biao, Đảo Bioko | Guinea Xích Đạo                                            |
| Annobón | Guinea Xích Đạo                                            |
| Hồ Assal | Djibouti                                                   |
| Vùng các hồ Kabarole (Bao gồm các hồ Nyinabulitwa, Nyabikere, Nkuruba, Kifuruka) | Uganda                                                     |
| nhiều hồ miệng núi lửa trong các vành đai núi lửa Katwe-Kikorongo và Bunyaruguru (hay Kichwambe), ở miền Bắc và phía Nam của Kazinga Channel (bao gồm hồ Katwe ở Vườn quốc gia Queen Elizabeth)         | Uganda                                                     |
| Muhavura (hồ miệng núi lửa nhỏ) | Rwanda / Uganda                                            |
| Núi Bisoke | Rwanda / Congo-Kinshasa                                    |
| Hồ Crocodile, Hồ Flamingo, Hồ Tilapia, ở Đảo Central (Hồ Turkana) | Kenya                                                      |
| Núi Marsabit (có ít nhất 2 hồ miệng núi lửa) | Kenya                                                      |
| Emuruangogolak (có vài hồ) | Kenya                                                      |
| Hồ Simbi, Núi Homa | Kenya                                                      |
| Hồ Sonachi (Khu bảo tồn thú săn Hồ miệng núi lửa) | Kenya                                                      |
| Hồ Chala | Kenya / Tanzania                                           |
| Hồ miệng núi lửa ở phía Nam Cao nguyên (Hồ Ngozi, Kiungululu, Masoko) | Tanzania                                                   |
| Hồ Magadi và Empakaai (Khu bảo tồn Ngorongoro) | Tanzania                                                   |
| Hồ Dziani Boundouni, Đảo Mohéli | Comoros                                                    |
| Dziani Dzaha, Petite-Terre | Mayotte                                                    |
| Hồ Tritriva | Madagascar                                                 |
| Hồ miệng núi lửa Nosy Be | Madagascar                                                 |
| Các hồ Itasy (Gần hồ Itasy) | Madagascar                                                 |
| Trou aux Cerfs | Mauritius                                                  |
| Ganga Talao | Mauritius                                                  |
| Piton de l'Eau | Réunion                                                    |
| Lagoa do Fanal | Bồ Đào Nha, Madeira                                        |
| Laguna de los Ciclos (Charco Verde), El Golfo, Lanzarote | Tây Ban Nha, Quần đảo Canary                               |
| Pedra de Lume (hồ muối ở miệng núi lửa), Đảo Sal | Cape Verde                                                 |
| Mũi Queen Mary (hồ miệng núi lửa hình trái tim) | Tristan da Cunha                                           |
| châu Á |                                                            |
| Hồ Toba | Indonesia, Sumatra                                         |
| Núi Sibayak | Indonesia, Sumatra                                         |
| Hồ Maninjau | Indonesia, Sumatra                                         |
| Hồ Asam (Hõm chảo Suwoh) | Indonesia, Sumatra                                         |
| Hồ Gunung Tujuh | Indonesia, Sumatra                                         |
| Núi Talang (Hồ Talang và Dibawah) | Indonesia, Sumatra                                         |
| Núi Singgalang (Hồ Dewi và Kumbang) | Indonesia, Sumatra                                         |
| Bukit Daun | Indonesia, Sumatra                                         |
| Núi Kerinci | Indonesia, Sumatra                                         |
| Núi Kaba | Indonesia, Sumatra                                         |
| Núi Kunyit | Indonesia, Sumatra                                         |
| Núi Sumbing | Indonesia, Sumatra                                         |
| Sorikmarapi | Indonesia, Sumatra                                         |
| Ijen | Indonesia, Java                                            |
| Kawah Putih, Núi Patuha | Indonesia, Java                                            |
| Núi Lamongan (vài hồ miệng núi lửa) | Indonesia, Java                                            |
| Kelut (không có hồ miệng núi lửa nữa sau vụ phun trào núi lửa 2007-2008 tạo thành mái vòm dung nham) | Indonesia, Java                                            |
| Hồ Ngebel, Gunung Wilis | Indonesia, Java                                            |
| Núi Lawu | Indonesia, Java                                            |
| Talagabodas | Indonesia, Java                                            |
| Semeru (bao gồm nhiều hồ) | Indonesia, Java                                            |
| Tam giác Hồ (Ranu Klakah, Ranu Bedali, Ranu Pakis) | Indonesia, Java                                            |
| Núi Galunggung hồ miệng núi lửa | Indonesia, Java                                            |
| Danau Batur, Bali | Indonesia, Quần đảo Lesser Sunda                           |
| Hồ Segara Anak (Núi Rinjani), Lombok | Indonesia, Quần đảo Lesser Sunda                           |
| Tambora (hồ phù du), Sumbawa | Indonesia, Quần đảo Lesser Sunda                           |
| Kelimutu (ba hồ miệng núi lửa), Flores | Indonesia, Quần đảo Lesser Sunda                           |
| Inielika (nhiều hồ đen nhỏ), Flores | Indonesia, Quần đảo Lesser Sunda                           |
| Sano Nggoang (các hồ núi lửa sâu nhất thế giới với độ sâu 600 mét), Tây Manggarai, Flores | Indonesia, Quần đảo Lesser Sunda                           |
| Núi Sirung, Quần đảo Pantar | Indonesia, Quần đảo Lesser Sunda                           |
| Kawah Masem, Núi Sempu | Indonesia, Sulawesi                                        |
| Núi Mahawu | Indonesia, Sulawesi                                        |
| Hồ Tondano | Indonesia, Sulawesi                                        |
| Núi Klabat | Indonesia, Sulawesi                                        |
| Makian | Indonesia, Quần đảo Maluku                                 |
| Mount Ibu (nhiều hồ miệng núi lửa nhỏ), Halmahera | Indonesia, Quần đảo Maluku                                 |
| Todoko-Ranu, Halmahera | Indonesia, Quần đảo Maluku                                 |
| Lake Telaga Paca, Halmahera | Indonesia, Quần đảo Maluku                                 |
| Bốn hồ miệng miệng núi lửa nằm trong vùng núi lửa Lower Chindwin, bao gồm cả Twin Taung | Burma                                                      |
| Yak Loum | Campuchia                                                  |
| Hồ Nong Fa | Lào                                                        |
| T'Nưng | Việt Nam                                                   |
| Khorgo Uul (ít nhất là hai hồ) | Mông Cổ                                                    |
| Chaihe scenic spot near Zalantun (nhiều hồ miệng núi lửa trong khu vực núi lửa này) | Trung Quốc, Khu tự trị Nội Mông                            |
| Các hồ núi lửa Longwanqun | Trung Quốc, Cát Lâm                                        |
| Hồ Thiên Đường (Chonji/Tianchi), Núi Baekdu | Cộng hòa Dân chủ Nhân dân Triều Tiên / Trung Quốc, Cát Lâm |
| Hồ Hươu Trắng (Baengnokdam), Mulyeongari-Oreum, Muljangori-Oreum | Hàn Quốc, Đảo Jeju                                         |
| Các hồ miệng núi lửa Vùng lõm Akan (Akan, Mashū, Kussharo) | Nhật Bản, Hokkaidō                                         |
| Hồ Shikotsu | Nhật Bản, Hokkaidō                                         |
| Hồ Tōya | Nhật Bản, Hokkaidō                                         |
| Hồ Kuttara | Nhật Bản, Hokkaidō                                         |
| Towada | Nhật Bản, Honshū                                           |
| Tazawa | Nhật Bản, Honshū                                           |
| Núi Zaō (lake Okama) | Nhật Bản, Honshū                                           |
| Núi Kusatsu-Shirane (bao gồm ba hồ) | Nhật Bản, Honshū                                           |
| Izu-Tobu (Hồ Ippeki) | Nhật Bản, Honshū                                           |
| Hồ Haruna | Nhật Bản, Honshū                                           |
| Núi Hakone (Hồ Ashi) | Nhật Bản, Honshū                                           |
| Naruko (Hồ Katanuma) | Nhật Bản, Honshū                                           |
| Aizu-Bandai-san (các hồ khác nhau) | Nhật Bản, Honshū                                           |
| Núi Iwate | Nhật Bản, Honshū                                           |
| Núi Ontake (five crater lakes) | Nhật Bản, Honshū                                           |
| Hồ Oguni-numa | Nhật Bản, Honshū                                           |
| Núi Aso (Naka-dake) | Nhật Bản, Kyūshū                                           |
| Bán đảo Satsuma, Hồ Ikeda và Hồ Unagi-ike | Nhật Bản, Kyūshū                                           |
| Hồ Núi Kirishima (bao gồm cả Mi-ike, Oonamino-ike, Rokkannonmi-ike, Byakushi-ike) | Nhật Bản, Kyūshū                                           |
| Imuta-ike | Nhật Bản, Kyūshū                                           |
| Tairo-ike, Miyake-jima | Nhật Bản, Quần đảo Izu                                     |
| Otake, Nakanoshima | Nhật Bản, Quần đảo Ryukyu                                  |
| Hồ Pinatubo | Philippines, Luzon                                         |
| Hồ Taal (đầy miệng núi lửa) và hồ miệng núi lửa trên đảo của nó | Philippines, Luzon                                         |
| Vịnh Laguna | Philippines, Luzon                                         |
| Seven Lakes of San Pablo (Bunot, Calibato, Yambo, Pandin, Palakpakin, Muhikap, Sampaloc) | Philippines, Luzon                                         |
| Hồ Tikub | Philippines, Luzon                                         |
| Núi Talinis (các hồ Balinsasayao, Danao và Kabalin-an, trong miệng núi lửa Guintabon), Quần đảo Negros                                                                                                  | Philippines, Visayas                                       |
| Thung lũng núi lửa Margaja, Núi lửa Kanlaon, Đảo Negros | Philippines, Visayas                                       |
| Hồ Danao và Malagsom, Núi lửa Mahagnao, Đảo Leyte | Philippines, Visayas                                       |
| Hồ Duminagat, Núi Malindang | Philippines, Mindanao                                      |
| Hồ Leonard, Leonard Kniaseff | Philippines, Mindanao                                      |
| Núi Apo | Philippines, Mindanao                                      |
| Hồ Maughan, Núi Parker | Philippines, Mindanao                                      |
| Đảo Jolo, Các hồ Seit, Panamao, Timpuak và Sani | Philippines, Mindanao, Quần đảo Sulu                       |
| Hồ Khaiyr | Nga, Yakutia                                               |
| Khangar | Nga, Kamchatka                                             |
| Kizimen | Nga, Kamchatka                                             |
| Hồ Dalny, Miệng núi lửa Uzon | Nga, Kamchatka                                             |
| Maly Semyachik | Nga, Kamchatka                                             |
| Bolshoy Semyachik | Nga, Kamchatka                                             |
| Hồ Karymsky, Akademia Nauk | Nga, Kamchatka                                             |
| Balshoe và Kraternoe, Ksudach | Nga, Kamchatka                                             |
| Hồ Kurile | Nga, Kamchatka                                             |
| Ebeko, Đảo Paramushir | Nga, Quần đảo Kuril                                        |
| Đảo Onekotan (Hồ miệng núi lửa Tao-Rusyr và Nemo) | Nga, Quần đảo Kuril                                        |
| Đảo Ketoy | Nga, Quần đảo Kuril                                        |
| Miệng núi lửa Zavaritski, Đảo Simushir | Nga, Quần đảo Kuril                                        |
| Rudakov, Đảo Urup | Nga, Quần đảo Kuril                                        |
| Hồ tại Quần đảo Iturup (Medvezhia, Chirip, Nhóm đảo Grozny, Bogatyr Ridge) | Nga, Quần đảo Kuril                                        |
| Sabalan | Iran                                                       |
| Nemrut | Thổ Nhĩ Kỳ                                                 |
| Meke Golu (Karapınar Field) | Thổ Nhĩ Kỳ                                                 |
| Hồ Acıgöl (nó có vị đắng), còn được gọi là Hồ Nar (Hồ pomegranate) | Thổ Nhĩ Kỳ                                                 |
| Karagöl (Hồ Tantalus), Núi Yamanlar | Thổ Nhĩ Kỳ                                                 |
| Hồ Ram | Syria                                                      |
| Miệng núi lửa Bir Ali | Yemen                                                      |
| Nhóm đảo Zubayr (miệng núi lửa hồ trên đảo Saba và trên hòn đảo mới hình thành phun trào trong thời gian 2011-2012)                                                                                     | Yemen                                                      |
| châu Âu |                                                            |
| Vùng núi lửa Eifel (nơi miệng núi lửa ban đầu được mô tả), bao gồm cả Laacher See và miệng núi lửa Daun                                                                                                 | Đức                                                        |
| Eyjafjallajökull (núi lửa) | Iceland                                                    |
| Kerið | Iceland                                                    |
| Askja (Các hồ Öskjuvatn và Viti) | Iceland                                                    |
| Krafla | Iceland                                                    |
| Hồ Bardarlaug | Iceland                                                    |
| Grímsvötn (hồ trong miệng núi lửa hình thành sau đợt phun trào 2011) | Iceland                                                    |
| Các hồ núi lửa vùng Landmannalaugar (Blahylur, Ljotipollur) | Iceland                                                    |
| Lochan's Airde Beinn, Đảo Mull | Scotland                                                   |
| Chaîne des Puys (Gour de Tazenat, Hồ Pavin, Hồ Servière, Hồ Chauvet, Hồ Bouchet, Hồ d'En-Haut) | Pháp                                                       |
| Hồ Issarlès | Pháp                                                       |
| Các hồ núi lửa Lazio (Albano, Bolsena, Bracciano, Martignano, Nemi, Vico, Mezzano) | Ý                                                          |
| Hồ Avernus (gần Khu vực Phlegraean) | Ý                                                          |
| Các hồ ở Monticchio (Hồ Monticchio Grande và Hồ Montichhio Piccolo, là hai hồ song sinh) | Ý                                                          |
| Hồ Vecchienna | Ý                                                          |
| Lago Specchio di Venere (Hồ Venus Mirror) hoặc Bagno Dell'Acqua (hồ thủy nhiệt trong lớp trầm tích núi lửa)                                                                                             | Ý, Pantelleria                                             |
| Các hồ theo mùa tại Núi lửa tỉnh Calatrava (Hoya del Acebuche, Hoya de Cervera) | Tây Ban Nha                                                |
| Lagoa do Caldeirão, Đảo Corvo | Bồ Đào Nha, Azores                                         |
| Lagoa da Caldeira, Đảo Faial | Bồ Đào Nha, Azores                                         |
| Lagoas Funda das Lajes, Branca, Comprida, Seca, da Lomba, Rasa, Funda/Negra, Đảo Flores | Bồ Đào Nha, Azores                                         |
| Caldeira do Enxofre (hồ nước ngầm chứa đầy nước lưu huỳnh lạnh), Đảo Graciosa | Bồ Đào Nha, Azores                                         |
| Lagoas Seca, da Rosada, Đảo Pico | Bồ Đào Nha, Azores                                         |
| Lagoa do Pico Pinheiro, Đảo São Jorge | Bồ Đào Nha, Azores                                         |
| Lagoa das Sete Cidades, do Fogo, das Furnas, Azul, Verde, Đảo São Miguel | Bồ Đào Nha, Azores                                         |
| Lagoas Negra, do Negro, Đảo Terceira | Bồ Đào Nha, Azores                                         |
| Hồ Sfânta Ana | România                                                    |
| Núi Samsari (nhiều hồ nhỏ trong miệng núi lửa) | Georgia                                                    |
| Hồ Akna, Dãy núi Geghama | Armenia                                                    |
| châu Đại Dương |                                                            |
| Núi Ruapehu | New Zealand, Đảo Bắc                                       |
| Hồ Taupo | New Zealand, Đảo Bắc                                       |
| Hồ Rotorua, bao gồm cả Rotorua, Tarawera, Rotomahana, Rotokakahi, Tikitapu, Okareka và Okataina và hồ nhỏ từ Thung lũng núi lửa Waimangu (Hồ miệng núi lửa Inferno, Hồ Frying Pan, phía Nam của các hồ) | New Zealand, Đảo Bắc                                       |
| Hồ Pupuke | New Zealand, Đảo Bắc                                       |
| Đầm phá Mangere | New Zealand, Đảo Bắc                                       |
| Núi Tongariro (Các hồ Tama, Hồ Xanh và các hồ Emerald) | New Zealand, Đảo Bắc                                       |
| Whakaari / Đảo White (Vịnh Plenty), | New Zealand, ngoài khơi bờ biển Đảo Bắc                    |
| Tuhua / Đảo chính (Vịnh Plenty), Hồ Aroarotamahine và Hồ Te Paritu | New Zealand, ngoài khơi bờ biển Đảo Bắc                    |
| Đảo Raoul (Hồ Xanh, Hồ Rui) | New Zealand, Quần đảo Kermadec                             |
| Hồ miệng núi lửa Victory | Papua New Guinea, New Guinea                               |
| Hồ Wisdom, Đảo Dài | Papua New Guinea, bờ biển New Guinea                       |
| Hồ núi Balbi | Papua New Guinea, Bougainville                             |
| Billy Mitchell | Papua New Guinea, Bougainville                             |
| Loloru (miệng núi lửa hồ hình lưỡi liềm) | Papua New Guinea, Bougainville                             |
| Dakataua (hồ miệng núi lửa hình móng ngựa) | Papua New Guinea, New Britain                              |
| Đảo Sakar | Papua New Guinea, ngoài khơi bờ biển New Britain           |
| Núi Gambier núi lửa phức tạp (bao gồm cả Blue Lake) | Australia, Nam Úc                                          |
| Atherton Tableland (Hồ Euramoo, Hồ Eacham, Hồ Barrine, Núi Hypipamee) | Australia, Queensland                                      |
| Núi Le Brun (hai hồ liên tục) | Australia, Queensland                                      |
| Núi lửa phức tạp Leura (Purrumbete, Bullen Merri, Gnotuk, Keilambete, Elingamite, Wangoom thuộc Khu bảo tồn Red Rock là các hồ liên tục)                                                                | Australia, Victoria                                        |
| Tower Hill | Australia, Victoria                                        |
| Núi Eccles | Australia, Victoria                                        |
| Hồ Green, Miệng núi lửa Kapoho, Kīlauea, Đảo Lớn, | Hoa Kỳ, Hawaii                                             |
| Hồ Waiau, miệng núi lửa Pu'u Waiau hình nón, Mauna Kea, Đảo Lớn, | Hoa Kỳ, Hawaii                                             |
| Hồ miệng núi lửa Kalaupapa, Molokai | Hoa Kỳ, Hawaii                                             |
| Hồ Muối (nơi đây trở thành một dự án đô thị, ngoại trừ một hồ nhỏ trong sân golf), Honolulu, Oahu | Hoa Kỳ, Hawaii                                             |
| Rano Kau, Rano Raraku và Rano Aroi (Ma′unga Terevaka) | Chile, Đảo Easter                                          |
| Hồ Te Roto, Tikopia | Quần đảo Solomon                                           |
| Hồ Lanoto'o, Upolu | Samoa                                                      |
| Vai Lahi và Vai Si'i, Niuafo'ou | Tonga                                                      |
| Tofua | Tonga                                                      |
| Late (hồ phù du) | Tonga                                                      |
| Home Reef (mới hình thành hòn đảo, hồ miệng núi lửa quan sát được vào năm 2006) | Tonga                                                      |
| Các hồ Lalolao, Lano, Lanutavake, Lanutuli, Lanumaha và Alofivai (các hồ liên tục), Đảo Wallis | Wallis và Futuna                                           |
| Hồ Tagimaucia, Đảo Taveuni | Fidji                                                      |
| Hồ Letas, Đảo Gaua | Vanuatu                                                    |
| Núi lửa Lombenben (Các hồ Vui, Manaro Ngoru, Manaro Lakua), Đảo Aoba | Vanuatu                                                    |
| Bắc Mỹ |                                                            |
| Núi lửa Kasatochi, Đảo Kasatochi | Hoa Kỳ, Alaska, Quần đảo Aleutian                          |
| Núi Okmok, Đảo Umnak | Hoa Kỳ, Alaska, Quần đảo Aleutian                          |
| Núi Kanaga, Đảo Kanaga | Hoa Kỳ, Alaska, Quần đảo Aleutian                          |
| Hồ Fenner, Đảo Semisopochnoi | Hoa Kỳ, Alaska, Quần đảo Aleutian                          |
| Fisher Caldera (vài hồ), Đảo Unimak | Hoa Kỳ, Alaska, Quần đảo Aleutian                          |
| Núi Katmai | Hoa Kỳ, Alaska                                             |
| Miệng núi lửa Ukinrek | Hoa Kỳ, Alaska                                             |
| Núi Kaguyak | Hoa Kỳ, Alaska                                             |
| Núi Martin (hồ liên tục, có tính axit) | Hoa Kỳ, Alaska                                             |
| Núi Douglas | Hoa Kỳ, Alaska                                             |
| Các hồ Núi Devil | Hoa Kỳ, Alaska                                             |
| Hồ Surprise, Núi Aniakchak | Hoa Kỳ, Alaska                                             |
| Núi Emmons | Hoa Kỳ, Alaska                                             |
| Núi Spurr | Hoa Kỳ, Alaska                                             |
| Núi Chiginagak | Hoa Kỳ, Alaska                                             |
| Vùng núi lửa Wells Gray-Clearwater (nhiều hồ miệng núi lửa) | Canada, British Columbia                                   |
| Hồ miệng núi lửa Sturgeon | Canada, Ontario                                            |
| Núi Rainier | Hoa Kỳ, Washington                                         |
| Hồ Battle Ground | Hoa Kỳ, Washington                                         |
| Hồ Miệng núi lửa | Hoa Kỳ, Oregon                                             |
| Hồ miệng núi lửa Blue | Hoa Kỳ, Oregon                                             |
| Miệng núi lửa Malheur, Miệng núi lửa Diamond | Hoa Kỳ, Oregon                                             |
| Núi lửa Newberry (hồ miệng núi lửav sinh đôi: Hồ Paulina và East) | Hoa Kỳ, Oregon                                             |
| Teardrop Pool South Sister | Hoa Kỳ, Oregon                                             |
| Hồ Yellowstone | Hoa Kỳ, Wyoming                                            |
| Hồ Soda | Hoa Kỳ, Nevada                                             |
| Hồ núi lửa Medicine | Hoa Kỳ, California                                         |
| Miệng núi lửa Mono–Inyo | Hoa Kỳ, California                                         |
| Hồ Clear | Hoa Kỳ, California                                         |
| Shastina (ba hồ miệng núi lửa nhỏ) | Hoa Kỳ, California                                         |
| Hồ muối Zuni (miệng núi lửa) | Hoa Kỳ, New Mexico                                         |
| Hồ Los Espinos | México, Michoacán                                          |
| Hồ La Alberca (còn được gọi là La Joya hoặc đầm phá ở Sangre) | México, Guanajuato                                         |
| Nevado de Toluca (nhiều hồ) | México, México                                             |
| Đầm phá Aljojuca | México, Puebla                                             |
| Lưu vực sông Oriental (các hồ miệng núi lửa) | México, Puebla / Tlaxcala / Veracruz                       |
| Sangangüey | México, Nayarit                                            |
| Santa María del Oro | México, Nayarit                                            |
| El Chichón | México, Chiapas                                            |
| Trung Mỹ và Caribe |                                                            |
| Hồ Amatitlán | Guatemala                                                  |
| Hồ Ipala | Guatemala                                                  |
| Hồ Atitlán | Guatemala                                                  |
| Đầm phá Ayarza | Guatemala                                                  |
| Đầm phá Calderas (Pacaya) | Guatemala                                                  |
| Đầm phá Chicabal | Guatemala                                                  |
| Tecuamburro | Guatemala                                                  |
| Lago de Coatepeque (Hồ Coatepeque) | El Salvador                                                |
| Laguna Verde (Apaneca) | El Salvador                                                |
| Lago De Ilopango (Hồ Ilopango) | El Salvador                                                |
| Núi lửa Tecapa (Laguna de Alegría) | El Salvador                                                |
| Miệng núi lửa Chanmico (ở chân Núi lửa San Salvador) | El Salvador                                                |
| Các hồ miệng núi lửa Núi lửa Santa Ana | El Salvador                                                |
| Cosigüina | Nicaragua                                                  |
| Đầm phá Asososca, Las Pilas | Nicaragua                                                  |
| Hồ trong miệng núi lửa Monte Galan, gần Momotombo (Laguna Monte Galan, La Sulfatosa, Agua Dulce, El Cachital, Las Piedras)                                                                              | Nicaragua                                                  |
| Bán đảo Chiltepe (Các vùng đầm phá Apoyeque và Xiloá) | Nicaragua                                                  |
| Các hồ Managua (Tiscapa, Asososca, Nejapa) | Nicaragua                                                  |
| Hồ Masaya | Nicaragua                                                  |
| Hồ Apoyo | Nicaragua                                                  |
| Zapatera Laguna (Đảo Zapatera, Hồ Nicaragua) | Nicaragua                                                  |
| Maderas (Đảo Ometepe, Hồ Nicaragua) | Nicaragua                                                  |
| Hồ Diego de la Haya, núi lửa Irazú | Costa Rica                                                 |
| Rincón de la Vieja | Costa Rica                                                 |
| Núi lửa Poás (Đầm phá Caliente và Đầm phá Botos) | Costa Rica                                                 |
| Cerro Chato | Costa Rica                                                 |
| Barva | Costa Rica                                                 |
| Các hồ miệng núi lửa Núi Liamuiga, Saint Kitts | Saint Kitts và Nevis                                       |
| La Grande Soufrière (la Citerne) | Guadeloupe                                                 |
| Hồ Boiling (Vườn quốc gia Morne Trois Pitons) | Dominica                                                   |
| Soufrière | Saint Vincent                                              |
| Hồ Etang Lớn | Grenada                                                    |
| Hồ Antoine, Saint Catherine | Grenada                                                    |
| Nam Mỹ |                                                            |
| Azufral (Laguna Verde, Laguna Negra, Laguna Cristal) | Colombia                                                   |
| Các Đầm phá Verdes, Núi lửa Chiles | Ecuador                                                    |
| Các hồ Mojanda (Caricocha, Yanacocha và Huarmicocha) | Ecuador                                                    |
| Đầm phá Collanes, El Altar | Ecuador                                                    |
| Cuicocha | Ecuador                                                    |
| Quilotoa | Ecuador                                                    |
| Hồ Đen Jumbura | Ecuador                                                    |
| La Cumbre, Đảo Fernandina (hồ phù du) | Ecuador, Quần đảo Galapagos                                |
| Tagus Cove, Đảo Isabela | Ecuador, Quần đảo Galapagos                                |
| Hồ Arcturus, Đảo Genovesa | Ecuador, Quần đảo Galapagos                                |
| Laguna El Juncos, Đảo San Cristóbal | Ecuador, Quần đảo Galapagos                                |
| Đảo Santiago (miệng núi lửa là hồ nước muối nhỏ) | Ecuador, Quần đảo Galapagos                                |
| Jayu Quta | Bolivia                                                    |
| Laguna del Maule | Chile                                                      |
| Ojos del Salado (các hồ cao nhất thế giới) | Chile                                                      |
| Hồ Licancabur | Chile                                                      |
| Chaitén (hồ miệng núi lửa có thể đã biến mất cùng với sự phun trào 2008-2009) | Chile                                                      |
| Aguas Calientes | Chile                                                      |
| Acamarachi | Chile                                                      |
| Copahue | Chile / Argentina                                          |
| Planchón-Peteroa | Chile / Argentina                                          |
| Đầm phá Potrok Aike (Vùng núi lửa Pali-Aike) | Argentina                                                  |
| Aracar | Argentina                                                  |
| Laguna Diamante, Cerro Galán | Argentina                                                  |
| châu Nam Cực và các đảo gần địa cực |                                                            |
| Miệng núi lửa Đảo Deception | ngoài khơi bờ biển Bán đảo Nam Cực                         |
| Hồ miệng núi lửa Núi Larson, Đảo Thule | Quần đảo Nam Sandwich                                      |
| hồ miệng núi lửa nhỏ trên đỉnh núi lửa hình nón, Đảo Marion | Quần đảo Hoàng tử Edward                                   |
| Lưu vực miệng núi lửa (phun trào ra biển vào năm 1780, bây giờ gần như là một 'hồ miệng núi lửa'), Saint-Paul                                                                                           | Quần đảo Saint-Paul và Amsterdam                           |
| Cratère Lớn, Đảo Possession | Quần đảo Crozet                                            |

## Danh sách các hồ miệng núi lửa thiên thạch
| Hồ | Vị trí                       |
| châu Phi | châu Phi                     |
| --- | ---------------------------- |
| Hồ Bosumtwi | Ghana                        |
| Miệng núi lửa Tswaing                                                                                                 | Nam Phi                      |
| châu Đại Dương |                              |
| Miệng núi lửa Shoemaker                                                                                               | Australia, Tây Úc            |
| Miệng núi lửa Acraman (hồ phù du)                                                                                     | Australia, Nam Úc            |
| châu Á |                              |
| Hồ miệng núi lửa Lonar                                                                                                | Ấn Độ                        |
| Karakul | Tajikistan                   |
| Hồ El'gygytgyn | Nga, Chukotka                |
| Hồ Cheko (có thể được tạo ra vào năm 1908 với sự kiện Tunguska)                                                       | Nga, Siberia                 |
| châu Âu |                              |
| Khu bảo tồn thiên thạch Morasko (năm trong bảy miệng núi lửa còn có các hồ)                                           | Ba Lan                       |
| Hồ Siljan | Thụy Điển                    |
| Dellen | Thụy Điển                    |
| Mien | Thụy Điển                    |
| Karikkoselkä | Phần Lan                     |
| Hồ Lappajärvi | Phần Lan                     |
| Hồ Yanisyarvi | Phần Lan                     |
| Keurusselkä | Phần Lan                     |
| Paasselkä | Phần Lan                     |
| Miệng núi lửa Saarijärvi                                                                                              | Phần Lan                     |
| Suvasvesi | Phần Lan                     |
| Sääksjärvi | Phần Lan                     |
| Hồ Kaali | Estonia                      |
| Miệng núi lửa Suavjärvi                                                                                               | Nga, Karelia                 |
| Bắc Mỹ |                              |
| Hồ chứa Manicouagan (nhân tạo mở rộng bởi một con đập)                                                                | Canada, Quebec               |
| Miệng núi lửa Pingualuit (trước đây gọi là miệng núi lửa Chubb và sau đó mới đổi thành miệng núi lửa Quebec)          | Canada, Quebec               |
| Miệng núi lửa Couture                                                                                                 | Canada, Quebec               |
| Các hồ Clearwater (hồ đầy miệng hố va chạm và bao gồm các hồ kết nối với nhau: Hồ Eau Claire Đông, Hồ Eau Claire Tây) | Canada, Quebec               |
| Miệng núi lửa Mistastin                                                                                               | Canada, Labrador             |
| Hồ Wanapitei | Canada, Ontario              |
| Các hồ Gilmour và Tecumseh, Brent crater                                                                              | Canada, Ontario              |
| Hồ West Hawk | Canada, Manitoba             |
| Miệng núi lửa Gow | Canada, Saskatchewan         |
| Miệng núi lửa Pilot                                                                                                   | Canada, Các Lãnh thổ Tây Bắc |

## Danh sách các hồ miệng núi lửa nhân tạo
| Hồ                                                                                                 | Vị trí     |
| châu Á                                                                                             | châu Á     |
| -------------------------------------------------------------------------------------------------- | ---------- |
| Hồ Chagan (miệng núi lửa tạo ra vào năm 1965 bởi một vụ thử nghiệm hạt nhân, hồ vẫn còn phóng xạ)  | Kazakhstan |
| 'Hồ Nguyên tử' (hồ tạo ra vào năm 1971 bởi các vụ nổ hạt nhân nhằm xây dựng Kênh đào Pechora–Kama) | Nga, Volga |

## Danh sách các hồ miệng núi lửa không rõ nguồn gốc
| Hồ                                                 | Vị trí     |
| Nam Mỹ                                             | Nam Mỹ     |
| -------------------------------------------------- | ---------- |
| Hồ Guatavita (vị trí săn kho báu một thế kỷ trước) | Colombia   |
| châu Á                                             |            |
| Hồ Salda                                           | Thổ Nhĩ Kỳ |
| châu Âu                                            |            |
| Miệng núi lửa Sirente (hồ nhỏ nông theo mùa)       | Ý          |